# Podolszyce Północ
Podolszyce Północ – jednostka pomocnicza gminy (osiedle) Płocka, część dzielnicy Podolszyce.
Osiedle Podolszyce Północ ustanowiono w części Płocka zwanej Podolszyce przyłączonej do miasta w 1982. Pierwsze bloki zostały zasiedlone przez mieszkańców Radziwia, którzy stracili swoje domy w wyniku powodzi.
Podolszyce Północ zamieszkuje 9355 osób, a powierzchnia osiedla to 2,8 km².
Mieści się tu Park Północny oraz kościół parafii Świętego Krzyża.

## Edukacja
- Szkoła Podstawowa z Oddziałami Integracyjnymi nr 23 im. Armii Krajowej – największa podstawówka w byłym województwie płockim (uczęszczało do niej prawie 2500 dzieci – obecnie około 900)
- Szkoła Podstawowa nr 8 im. Aleksandra Macieszy (Zespół Szkół nr 5 w Płocku)
- VII Liceum Ogólnokształcące (Zespół Szkół nr 5 w Płocku)
- Przedszkole nr 6
- Przedszkole nr 31
- Przedszkole nr 37 „Tęcza”

## Ludność
| Rok     | 2000  | 2004  | 2005  | 2006  |
| Ludność | 9 010 | 9 110 | 9 120 | 9 355 |